# Doryporellidae
Doryporellidae är en familj av mossdjur. Doryporellidae ingår i ordningen Cheilostomatida, klassen Gymnolaemata, fylumet mossdjur och riket djur. I familjen Doryporellidae finns 5 arter. 
Kladogram enligt Catalogue of Life:
| Doryporellidae | \| \| Doryporella \| \| \| \| \| \| Doryporellina \| \| \| \| |
|                | \| \| Doryporella \| \| \| \| \| \| Doryporellina \| \| \| \| |
|                | Doryporella                                                   |
|                |                                                               |
|                | Doryporellina                                                 |
|                |                                                               |